# ویتان سلیمان
ویتان سلیمان (انگلیسی: Witan Sulaeman؛ زادهٔ ۸ اکتبر ۲۰۰۱) بازیکن فوتبال اهل اندونزی است.
وی همچنین در تیم‌های ملی فوتبال زیر ۲۳ سال اندونزی و اندونزی بازی کرده‌است.